# Туман, Антон
Антон Туман (нем. Anton Thumann; 31 октября 1912, Пфаффенхофен, Германская империя — 8 октября 1946, Хамельн) — оберштурмфюрер СС, служивший в качестве шуцхафтлагерфюрера в различных концентрационных лагерях.

## Биография
Антон Туман родился 31 октября 1912 года. Его отец не вернулся с войны и был объявлен пропавшим без вести. Туман выучился на столяра. После окончания обучения с 1928 по 1932 год был безработным.
1 апреля 1932 года был зачислен в ряды СС (№ 24444). 1 мая 1933 года вступил в НСДАП (билет № 1726633). С 1933 года служил в охране концлагеря Дахау в составе штандарта «Мёртвой головы» «Верхняя Бавария». Туман впоследствии стал блокфюрером и работал в канцелярии комендатуры. С августа 1940 года служил в концлагере Гросс-Розен, который в то время ещё был филиалом концлагеря Заксенхаузен. Под руководством коменданта лагеря Артура Рёдля Туман с начала мая 1941 года являлся шуцхафтлагерфюрером теперь независимого концлагеря Гросс-Розен.
С середины февраля 1943 по март 1944 года служил в качестве шуцхафтлагерфюрера в концлагере Майданек. На основании его садистских наклонностей, участии в селекции, уничтожении газом и расстрелах (акция «Праздник урожая») заключённые прозвали его «палачом Майданека». С середины апреля 1944 и до эвакуации концлагеря Нойенгамме был шуцхафтлагерфюрером, сменив на этом посту Альберта Люткемаера. Тумана, которого часто сопровождала собака в Гросс-Розене и Майданеке, очень опасались заключённые лагеря.
По альбому Хёккера Тумана можно идентифицировать на многих групповых фото, которые были сделаны по случаю прощания с Рудольфом Хёссом 29 июля 1944 года в Золахютте. Туман, который согласно персональному акту уже в апреле 1944 года был направлен в Нойенгамме, номинально не занимал никакой пост в Освенциме, но на месте поддерживал проведение «Венгерской акции» в комплексе Биркенау.
После того как эвакуация концлагеря Нойенгамме уже шла, по приказу высшего руководителя СС и полиции Георга-Хеннинга фон Бассевиц-Бера 58 мужчин и 13 женщин из числа участников движения сопротивления были доставлены из лагеря Фульсбюттель в Нойенгамме для казни. При участии Тумана с 21 по 23 апреля 1945 года они были повешены в бункере для арестованных. После того как некоторые из обреченных на смерть людей стали защищаться, Туман бросил ручную гранату в окно камеры. Под командованием Тумана и Вильгельма Драймана 700 последних оставшихся в лагере заключённых, которые были использованы для очистительных работ и уничтожения следов, маршем смерти покинули лагерь 30 апреля 1945 года и направились во Фленсбург.
Поздним вечером 2 мая 1945 года Туман покинул главный лагерь Нойенгамме и присоединился к подразделению вермахта. После того как в Рендсбурге его опознал бывший узник, он был арестован. 18 марта 1946 года за участие в преступлениях в Нойенгамме ему было предъявлено обвинение. Так называемый процесс по делу о преступлениях в концлагере Нойенгамме проходил в гамбургском здании Curiohaus. 3 мая 1946 года был приговорён к смертной казни через повешение. 8 октября 1946 года приговор был приведён в исполнение в тюрьме Хамельна.